# Nihad Đedović
Nihad Đedović (ur. 12 stycznia 1990 w Višegradzie) – bośniacki koszykarz, występujący na pozycjach rzucającego obrońcy lub niskiego skrzydłowego, reprezentant kraju w latach 2007–2013, posiadający także niemieckie obywatelstwo, obecnie zawodnik Bayernu Monachium.
W kwietniu 2015 otrzymał niemieckie obywatelstwo.

## Osiągnięcia
Stan na 29 maja 2022, na podstawie, o ile nie zaznaczono inaczej

### Drużynowe
- Mistrz:
  - Hiszpanii (2009)
  - Niemiec (2014, 2018, 2019)
  - Bośni i Hercegowiny (2006)
- Wicemistrz:
  - Niemiec (2015, 2021)
  - Bośni i Hercegowiny (2007)
  - III ligi hiszpańskiej LEB Plata (2009)
- Zdobywca Pucharu Niemiec (2013, 2018, 2021)
- Finalista:
  - pucharu:
    - Niemiec (2016, 2017)
    - Bośni i Hercegowiny (2006)

  - turnieju Nike Euroleague Junior Tournament (2008)
- Uczestnik międzynarodowych rozgrywek:
  - Euroligi (2011–2014 – TOP 16, 2014–2016 – faza zasadnicza, 2018/2019 – 11. miejsce, 2020–2022 – ćwierćfinały, 2007/2009, 2010/2011, 2019/2020)
  - Eurocup (2014/2015 – TOP 16, 2015–2017 – ćwierćfinały, 2017/2018 – final four)

### Indywidualne
- MVP finałów ligi niemieckiej (2019)
- Zaliczony do II składu niemieckiej ligi BBL (2015)
- Uczestnik:
  - meczu:
    - gwiazd:
      - niemieckiej ligi BBL (2014–2016)
      - Adidas Eurocampu (2010)

    - wschodzących gwiazd Nike Hoop Summit (2007)

  - Adidas Eurocampu (2010–2012)

### Reprezentacja
Seniorska
- Uczestnik:
  - mistrzostw Europy (2011 – 13. miejsce, 2013 – 13. miejsce)
  - kwalifikacji do Eurobasketu (2007, 2009, 2011, 2013)

Młodzieżowe
- Uczestnik mistrzostw Europy U–16 dywizji B (2005 – 4. miejsce, 2006 – 6. miejsce)
- Lider strzelców Eurobasketu U–16 dywizji B (2005 – 20,3, 2006 – 25,3)[4][5]